# Bisbat de Graz-Seckau

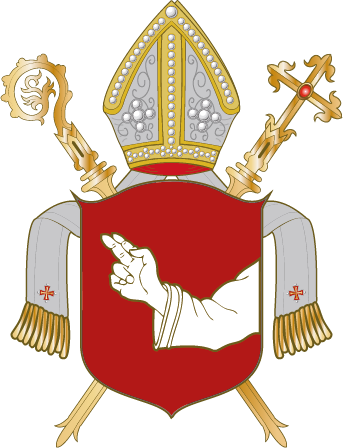
Escut de la diòcesi

El bisbat de Graz-Seckau (alemany: Bistum Graz-Seckau; llatí: Dioecesis Graecensis-Seccoviensis) és una seu de l'Església catòlica, sufragània de l'arquebisbat de Salzburg. El 2013 tenia 863.286 batejats d'un total d'1.213.255 habitants. Actualment està regida pel bisbe Wilhelm Krautwaschl.

## Territori
La diòcesi comprèn l'estat federat austríac d'Estíria.
La seu episcopal és la ciutat de Graz, on es troba la catedral de Sant Egidi. A Seckau es troba la cocatedral de l'Assumpció de Maria Verge.
El territori està dividit en 388 parròquies.

## Història
La diòcesi de Seckau va ser erigida el 22 de juny de 1218 per l'arquebisbe de Salzburg Eberhard II amb el consentiment del Papa Honori III, expressat en la carta apostòlica Quod non tua, amb territori desmembrat de la mateixa arxidiòcesi de Salzburg. A partir del 26 de d'octubre de 1218, el bisbe tenia el títol i la dignitat de príncep-bisbe.
El 1786 la residència del príncep-bisbe va ser transferida de Seckau a Graz, i l'església parroquial de Sant Egidi es convertí en la seu catedralícia.
Fins a finals del segle xviii, l'arquebisbe de Salzburg tenia el poder especial per a aprovar, en nom de la Santa Seu, l'elecció de bisbes de Seckau.
En 1859, arran de la supressió de la diòcesi de Leoben, va incorporar el territori i, al mateix temps va donar una part de la seva terra a la diòcesi de Lavant (avui arxidiòcesi de Maribor). Amb aquesta incorporació, els límits diocesans es corresponen essencialment als de l'actual estat federal d'Estíria.
El 22 de d'abril de 1963 va assumir el nom actual sota el decret Apostolicis sub plumbo litteris de la Congregació Consistorial.

## Cronologia episcopal

### Bisbes de Seckau
- Karl von Friesach † (25 de setembre de 1218 - 14 de desembre de 1230 mort)
- Heinrich † (agost de 1231 - 7 d'octubre de 1243 mort)
- Ulrich † (gener de 1244 - 6 de juny de 1268 mort)[1]
- Wernhard von Marsbach † (2 de novembre de 1268 - 20 de gener de 1283 mort)
- Leopold † (7 de març de 1283 - 13 de desembre de 1291 mort)
- Heinrich † (1292 - 27 de febrer de 1297 mort)
- Ulrich von Paldau † (1297 - 3 de febrer de 1308 mort)
- Friedrich von Mitterkirchen † (6 d'abril de 1308 - 23 d'agost de 1318 mort)
- Wocho † (1318 - 30 d'octubre de 1334 mort)
- Heinrich von Burghausen † (1334 - 13 de juliol de 1337 mort)
- Rudmar von Hader † (1337 - 28 de setembre de 1352 mort)
- Ulrich von Weißenegg † (30 d'octubre de 1355 - 25 de març de 1371 mort)
- Augustin Münzmeister von Breisach, O.E.S.A. † (26 d'abril de 1372 - 25 de març de 1380 mort)
- Johann von Neuberg † (30 de setembre de 1380 - 10 de juny de 1399 mort)
- Friedrich von Perneck † (1399 - 4 de setembre de 1414 mort)
- Sigmar von Holleneck † (1415 - 15 de juny de 1417 mort)
- Ulrich von Albeck † (15 de desembre de 1417 - 1431 mort)
- Konrad von Reisberg † (? - 8 de juny de 1443 mort)
- Georg Lembucher † (1443 - 20 d'octubre de 1446 mort)
- Friedrich Gren † (1446 - 15 de novembre de 1452 mort)
- Georg Überacker † (2 de juliol de 1452 - 30 de gener de 1477 mort)
- Christoph von Trautmannsdorf † (4 de maig de 1477 - 16 de novembre de 1480 mort)
- Johann Serlinger † (1480 - 1481 renuncià)
- Matthias Scheit † (30 de desembre de 1481 - 1502 renuncià)
- Christoph von Zach † (29 de juliol de 1502 - 27 de setembre de 1508 mort)
- Christoph Rauber † (1509 - 26 d'octubre de 1536 mort)[2]
- Georg von Tessing † (1536 - 1541 mort)
- Christoph von Lamberg † (1541 - 1546 renuncià)
- Johann von Malentein † (1546 - 1549 o 1550 mort)
- Petrus Percic † (1550 - 8 de maig de 1572 mort)
- Georg Agricola † (1572 - 16 de març de 1584 mort)
  - Sigmund von Arzt † (1584 mort) (vescovo eletto)
- Martin Brenner † (1585 - 1615 renuncià)
- Jakob Eberlein † (1615 - 12 d'agost de 1633 mort)
- Johannes Markus von Aldringen † (agost de 1633 - 3 de febrer de 1664 mort)
- Maximilian Gandolph von Künburg † (3 de març de 1665 - 12 de novembre de 1668 nomenat arquebisbe de Salzburg)
- Wenzel Wilhelm von Hofkirchen † (1668 - 6 de novembre de 1679 mort)
- Johann Ernst von Thun † (29 de desembre de 1679 - 24 de novembre de 1687 nomenat arquebisbe de Salzburg)
- Rudolf Joseph von Thun † (16 de febrer de 1690 - 20 de maig de 1702 mort)
- Franz Anton Adolph von Wagensperg † (1702 - 18 de febrer de 1712 nomenat bisbe de Chiemsee)
- Joseph Dominikus Franz Kilian von Lamberg † (8 d'abril de 1712 - 15 de març de 1723 nomenat bisbe de Passavia)
- Karl Joseph von Kuenburg † (21 d'abril de 1723 - 4 d'octubre de 1723 nomenat bisbe de Chiemsee)
- Leopold Anton Eleutherius von Firmian † (17 de gener de 1724 - 22 de desembre de 1727 nomenat arquebisbe de Salzburg)
- Jakob Ernst von Liechtenstein-Kastelkorn † (17 de gener de 1728 - 26 de gener de 1739 nomenat bisbe d'Olomouc)
- Leopold Ernest von Firmian † (13 de febrer de 1739 - 26 de setembre de 1763 nomenat bisbe de Passavia)
- Joseph Philipp Franz von Spaur † (6 d'octubre de 1763 - 20 de març de 1780 nomenat bisbe de Bressanone)
- Joseph Adam Arco † (6 d'abril de 1780 - 3 de juny de 1802 mort)
- Johann Friedrich von Waldenstein-Wartenberg † (13 d'agost de 1802 - 15 d'abril de 1812 mort)
- Simon Melchior de Petris † (19 d'abril de 1812 - 1 d'agost de 1823 renuncià)
- Roman Sebastian Franz Xaver Zängerle, O.S.B. † (10 de setembre de 1824 - 27 d'abril de 1848 mort)
- Joseph Othmar von Rauscher † (12 d'abril de 1849 - 27 de juny de 1853 nomenat arquebisbe de Viena)
- Ottokar Maria von Attems † (5 de novembre de 1853 - 12 d'abril de 1867 mort)
- Johann Baptist Zwerger † (12 d'octubre de 1867 - 14 d'agost de 1893 mort)
- Leopold Schuster † (20 d'octubre de 1893 - 18 de març de 1927 mort)
- Ferdinand Stanislaus Pawlikowski † (26 d'abril de 1927 - 7 de desembre de 1953 jubilat)
- Josef Schoiswohl † (18 de gener de 1954 - 22 d'abril de 1963)

### Bisbes de Graz-Seckau
- Josef Schoiswohl † (22 d'abril de 1963 - 1 de gener de 1969 renuncià)
- Johann Weber (10 de juny de 1969 - 14 de març de 2001 renuncià)
- Egon Kapellari (14 de març de 2001 - 28 de gener de 2015 jubilat)
- Wilhelm Krautwaschl, des del 16 d'abril de 2015

## Estadístiques
A finals del 2013, la diòcesi tenia 863.286 batejats sobre una població d'1.213.255 persones, equivalent al 71,2% del total.
| any  | població  | població  | població | sacerdots | sacerdots       | sacerdots       | sacerdots             | diaques | religiosos | religiosos | parroquies |
| ---- | --------- | --------- | -------- | --------- | --------------- | --------------- | --------------------- | ------- | ---------- | ---------- | ---------- |
| any  | batejats  | total     | %        | total     | clergat secular | clergat regular | batejats por sacerdot | diaques | homes      | dones      |            |
| 1950 | 952.400   | 1.080.200 | 88,2     | 933       | 627             | 306             | 1.020                 |         | 342        | 1.860      | 370        |
| 1970 | 1.098.376 | 1.223.058 | 89,8     | 918       | 644             | 274             | 1.196                 |         | 315        | 1.679      | 379        |
| 1980 | 1.130.688 | 1.269.449 | 89,1     | 766       | 521             | 245             | 1.476                 | 11      | 345        | 1.577      | 392        |
| 1990 | 1.073.163 | 1.186.525 | 90,4     | 646       | 457             | 189             | 1.661                 | 30      | 286        | 1.002      | 394        |
| 1999 | 949.562   | 1.160.554 | 81,8     | 540       | 386             | 154             | 1.758                 | 38      | 266        | 761        | 389        |
| 2000 | 943.699   | 1.160.956 | 81,3     | 528       | 376             | 152             | 1.787                 | 51      | 254        | 714        | 389        |
| 2001 | 939.120   | 1.202.800 | 78,1     | 523       | 370             | 153             | 1.795                 | 51      | 257        | 689        | 388        |
| 2002 | 933.236   | 1.185.911 | 78,7     | 516       | 363             | 153             | 1.808                 | 50      | 258        | 672        | 388        |
| 2003 | 924.025   | 1.183.303 | 78,1     | 497       | 354             | 143             | 1.859                 | 48      | 237        | 670        | 388        |
| 2004 | 916.050   | 1.183.303 | 77,4     | 507       | 352             | 155             | 1.806                 | 48      | 243        | 657        | 388        |
| 2006 | 903.963   | 1.154.013 | 78,3     | 498       | 346             | 152             | 1.815                 | 55      | 261        | 592        | 388        |
| 2013 | 863.286   | 1.213.255 | 71,2     | 454       | 316             | 138             | 1.901                 | 71      | 230        | 489        | 388        |